# Universidad de Asmara
La Universidad de Asmara fue la primera universidad de Eritrea y se encuentra en la ciudad capital, Asmara. Fue creada por las Piae Madres Nigritiae (Hermanas Combonianas). La escuela estaba destinada a proporcionar educación a la población local, contando también con estudiantes de Etiopía.
La Universidad fue fundada originalmente en 1958, aunque con un nombre diferente, el Colegio Católico de Santa Famiglia. La universidad dejó de aceptar nuevos estudiantes en la década de 2000. En 2002, el gobierno emitió una directiva de reconfiguración de la universidad. Esto efectivamente hizo cerrar todos los programas de pregrado de la universidad.
La universidad ha sido no funcional desde el final del año académico 2005-2006.